# 茶叶拌豆
勒佩豆（茶葉拌豆）是一個緬甸的傳統小吃，它匯聚酸、鹹、辣、澀、苦為一身的特殊口感十分受到緬甸人的喜愛，這道菜更被視為緬甸的國菜，除了在緬甸流行之外，在華人圈也同樣炙手可熱。

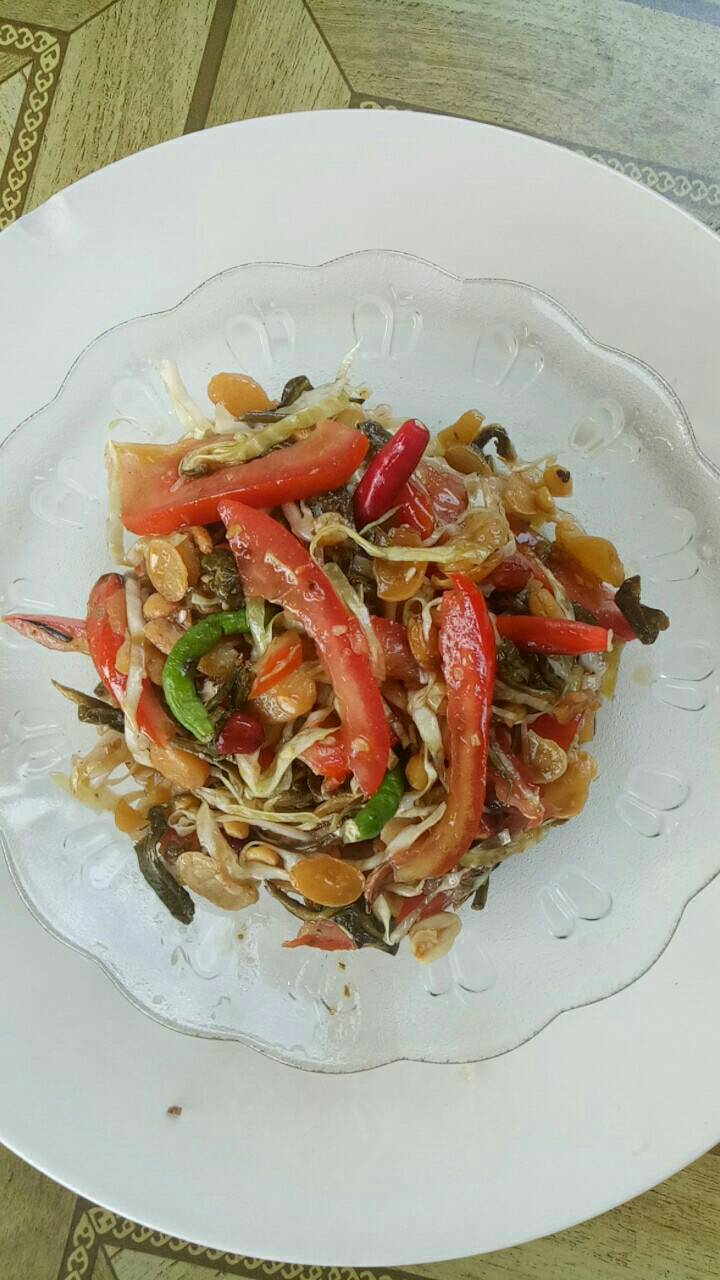
勒佩豆

## 名字由來及意義
緬人俗稱“勒佩豆”（La Phet Thoke)。在緬語中“勒佩”（音譯）是茶葉的意思、“豆”（音譯）則是拌動的意思。因此“勒佩豆”就是“茶葉拌豆”的意思，有些人稱它為茶葉沙拉或發酵茶葉沙拉，也有人稱它為老緬豆或拌咸茶。據説在遠古時期，發酵茶葉是各交戰王國之間和解的信物，當衝突得到緩解時，雙方就會互送發酵茶葉，因此它“和平”的象徵意義一直保留至今。緬甸人是個熱情好客、樂善好施的民族，不管是在寺廟還是在平民百姓家中，在客人來訪時拿出茶葉沙拉招待客人是基本禮儀。大家一起享用分格器皿裏盛裝的沙拉，則代表共享及人與人之間的交流互動，因此茶葉沙拉還具有“迎賓”的意思。

## 吃法
緬甸人非常喜歡吃茶葉拌豆（拌咸茶）。茶葉拌豆是將經過蒸煮、自行發酵后的溼咸茶葉，再加入緬甸綜合豆（蠶豆、花生米、芝麻、炸豆）以及炸蒜片、蝦米等，吃的時候只要將它們拌在一起就可。